# Shoshón

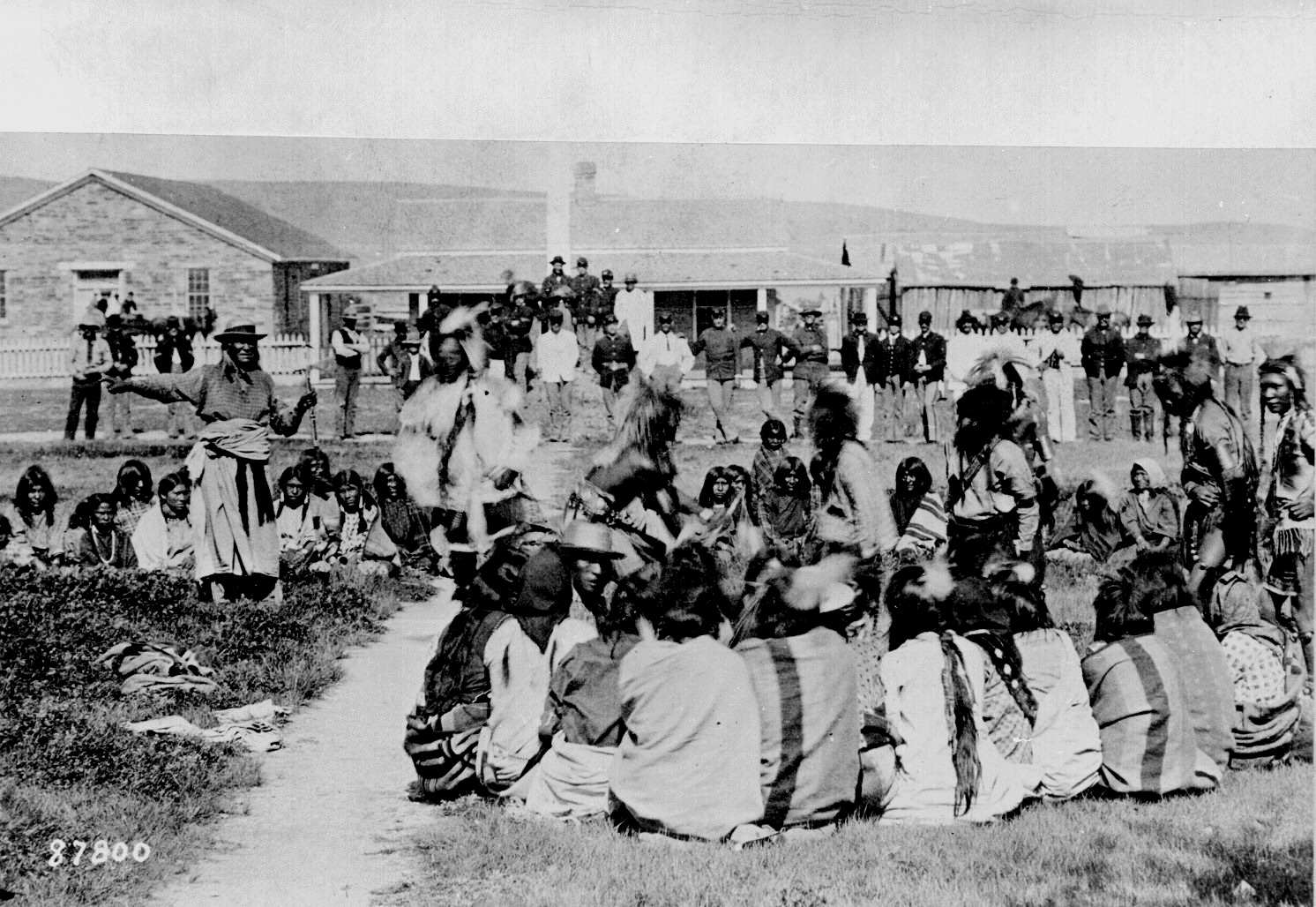
Shoshones en la reserva india de Wyoming. El jefe Washakie (a la izquierda) extiende su brazo. Foto de 1892.

Los shoshones (o shoshoni) son un grupo de tribus de lengua uto-azteca, de la subfamilia númica. La palabra "shoshone" proviene de shishinowihs o shishinoats hitaneo 'serpiente, víboras', pero ellos se hacían llamar numa 'pueblo'. Los shoshone propiamente dichos se dividían en cuatro grupos, pero uno de ellos, los comanche, más tarde formaron una tribu aparte:
- shoshones occidentales, en Nevada; No tenían caballos y eran llamados diggers (cavadores). Entre ellos están los gosiute, cuyo nombre probablemente proviene de Gossip (uno de sus caudillos) y los ute, vivían en el centro de Nevada;
- shoshones del norte, poseían caballos y vivían en el norte de Utah y sur de Idaho;
- windriver, en Wyoming;
- shoshones del sur, en el desierto de Mojave (California);
- shoshones lemhi, en el centro de Idaho;
- shoshones bruneau, en Oregón y oeste de Idaho.

Su lengua se denomina usualmente shoshoni o sosoni' .

## Localización
Vivían entre Montana e Idaho y llegaban a la región sudeste de California, a la parte central y oriental de Nevada, al noroeste de Utah, al sur de Idaho y a la región occidental de Wyoming. Los gosiute vivían en las orillas del Gran Lago Salado (Utah). Actualmente están divididos en reservas:
- Reserva Fort Hall (Idaho), con los bannock.
- Reserva Duck Valley (Idaho), con paiute.
- Reserva Windriver (Wyoming) con los arapaho
- Las reservas South Fortk, Ogden Ranch, Goshute y Winnemuca Federal Colony, en Utah.
- En California comparten tres con los paiute.
- En Nevada ocupan un total de 11 reservas.

## Demografía
A comienzos del siglo XIX había, posiblemente, 2500 de windriver, unos 10 000 shoshones occidentales y centrales y 7000 comanches, pero en 1909 quedaron reducidos los shoshones propiamente dichos a cuatro grupos que sumaban 3.250 individuos:
- Los shoshones-bannock de Idaho, 1.766 individuos.
- La Western Shoshone School (Nevada), con 243 individuos.
- Los de Windriver (Wyoming), 816.
- Sin agencia, unos 750 más.

En 1920 eran unos 16.000, contando a los comanches y paiutes. Hacia 1960 eran 1.623 en Idaho y 2.151 en Nevada, y posiblemente unos 2.000 más en Wyoming, sumando en total unos 7500 individuos. Hacia 1970 quizás sumaban 7500. Según Asher, en 1980 había 7000 shoshone, panamint y gosiute, de los cuales 3.000 todavía hablaban la lengua propia, y unos 150 kawaiisu. Según otras fuentes, 3.600 vivían con los bannock en Fort Hall, 1.600 en Duck Valley con los paiute, 2500 en Windriver y 1.500 en Nevada. En total, sumaban unos 10 000 individuos. Según el censo de los Estados Unidos de 2000, unas 12 000 personas se identificaron como shoshone. En 2020, había en los EE. UU. 17 918 shoshone, incluidos 3638 en Nevada y 3491 en Wyoming.

## Costumbres
Los shoshones occidentales no tenían organización tribal, y se dividían en familias afiliadas muy lejanamente, que subsistían de recolectar semillas silvestres, insectos y pequeños mamíferos. Cada familia era nómada e independiente a lo largo del año, y sólo se unía a las otras durante un tiempo para llevar conejos, cazar antílopes o bailar. Las hostilidades se reducían a batallas entre familias. Algunos de ellos obtuvieron caballos después de que llegasen los blancos a Nevada y Utah. Entre sus tabúes, creían que no podían cazar las mujeres que menstruaban. Como curiosidad, los gosiute cazaban saltamontes, que consumían en sopas o tostados.
Los del Norte y los Windriver adquirieron caballos a comienzos del siglo XVIII (los windriver en 1680), antes de que los ingleses llegasen a sus tierras, y compraban ropa, estribos, mulas y otros utensilios a los españoles de Nuevo México. 
También adoptaron la silla de montar española, aunque con ligeras modificaciones en los arneses. Formaron entonces bandas de cazadores de bisontes montados, así como de guerreros, y adoptaron de los otros indios de las llanuras el tipi, el vestido de piel de bisonte, así como la costumbre de contar los golpes como un honor de guerra (golpear o tocar a un enemigo en la guerra era un camino ordenado). Hasta entonces habían utilizado los perros como animales de transporte, y se cree que introdujeron los caballos entre los nez percé y los flathead. Así, entre ellos se diferenciaban los shoshone (a caballo) y los shoshoko (excavadores). Creían que cuando un hombre moría iba a la Tierra del Coyote, quien había creado el mundo con su amigo el Lobo, y hasta que el lobo no revivía y lavaba su espíritu no quedaba restablecido su lugar.

## Historia
Hacia 1700 fueron expulsados de Saskatchewan por los pies negros, que los diezmaron con los cree y assiniboine para robarles caballos. Quizás los habían obtenido de los comanche; ya los tenían desde 1650, y hacia 1705 atacaron Nuevo México para conseguir más. Pero en 1781 sufrieron por primera vez una epidemia de viruela.
En 1804 Lewis y Clark visitaron a su caudillo Cameahwait, quien se quejó de que los españoles no les vendían fusiles, y que les habían expulsado por presiones de los arapaho, pawnee, sioux, cheyenne y crow. Sacajawea (1787-1812), shoshone de Idaho que había sido prisionera de los hidatsa, les acompañó hasta territorio shoshón. Ella acompañaba a Meriwether Lewis y William Clark en sus expediciones al oeste.
En 1825 les visitó nuevamente Jedediah Smith, y en 1847 los mormones se establecieron cerca del lago Salado, en su territorio. Además, en 1849 los mineros de la fiebre del oro atravesaron su territorio, mientras que en 1857 se encontró plata en Comstock Lode, un territorio shoshón. En 1862 Patrick Connor fundó Fort Douglas en su territorio, y en enero de 1863 estalló el primer conflicto con los blancos, cuando Bear Hunter atacó a colonos y soldados; unos 800 soldados atacaron su campamento y provocaron la muerte de 224 indios y 22 soldados. Además, en 1869 el ferrocarril atravesó su territorio. 
Dieron apoyo a los caudillos bannock y paiute Egan y Buffalo Horn, y participaron en la Guerra Bannock de 1878, con bannock y paiute, pero fueron vencidos por el general Oliver Howard. Simultáneamente, el grupo llamado sheepeaters (comedores de ovejas, shoshón y bannock) se rebelaron en las montañas de Salmn River y durante un año se enfrentaron a las tropas norteamericanas. 
Washakie (1804-1900) caudillo de los windriver, desde 1840 se enfrentó a los Pies negros. Contaba con un millar de guerreros y ayudó al general Crook, en Pierre-Jean de Smet y después a Brigham Young en territorio de Nevada. 
Más tarde, en 1869 ayudó a los EE. UU. contra sus encarnizados enemigos, los sioux. Por sus servicios en 1878 obtuvieron la reserva de Windriver, que compartieron con los Arapahoe. Así mismo, el jefe Tendoy (1834-1907) de los lemhi, se opuso a la cesión de tierras. El 1 de enero de 1889 el paiute Wovoka tuvo su visión de la danza del espíritu (Ghostdance). Esta religión tuvo muchos adeptos en Windriver gracias al activismo de Nadzaip Rogers (1871-1952), William Washington Pambiduwi:yi/Long Haired Young Man y Tosa Bugkutua/White Colt (1853-1936), mientras que los hermanos Tom y George Wesaw la predicaban en Fort Hall. Algunos años más tarde, Tudi Roberts (1882-1957) continuó la práctica en Sage Creek (Windriver), mientras que Emily Hill (1911-1988) la revivió en los años cincuenta.
En 1937 los windriver recibieron 4 millones de dólares como compensación por las tierras arrebatadas. El índice de desempleo y suicidios entre los 14 y 25 años en la reserva era muy alto. Sam Long (1912), shoshónne de Nevada, predicó el culto al peyote entre los shoshón, mientras el chamán John Trehero (1883-1985) reintrodujo la danza del sol en 1941 entre los crow y otras tribus.
Desde 1971 las explotaciones mineras en Windriver provocan contaminación ambiental, de manera que con ecologistas blancos formaron el mismo año la Great Basin MX Alliance para evitar el lanzamiento de misiles MX en los desiertos de Nevada y Utah.